# Olympische Sommerspiele 2024/Leichtathletik – Stabhochsprung (Männer)
Der Stabhochsprung der Männer bei den Olympischen Spielen 2024 in Paris wurde am 3. August 2024 (Qualifikation) und 5. August 2024 (Finale) im modernisierten Stade de France ausgetragen.
Für den Wettbewerb waren 31 Springer zugelassen, die, bis auf den Norweger Pål Haugen Lillefosse, der wegen einer Achillessehnenverletzung nicht an den Start gehen konnte, alle an der Qualifikation teilnahmen.
Der schwedische Titelverteidiger Armand Duplantis gewann den Wettkampf und verbesserte mit einer übersprungenen Höhe von 6,25 m zum neunten Mal in seiner Karriere den Stabhochsprung-Weltrekord. Silber gewann der US-Amerikaner Sam Kendricks. Bronze ging an Emmanouil Karalis aus Griechenland.
Für Deutschland waren Torben Blech, Oleg Zernikel und Bo Kanda Lita Baehre am Start. Weitere Athleten aus deutschsprachigen Ländern nahmen nicht teil. Wie schon vor drei Jahren in Tokio scheiterte Blech in der Qualifikation und Lita Baehre und Zernikel kamen im Finale auf eine Höhe von 5,70 m. In der Qualifikation konnten beide 5,75 m überqueren.

## Aktuelle Titelträger
| Olympiasieger                        | Armand Duplantis ( Schweden)       | 6,02 m | Tokio 2020     |
| Weltmeister                          | Armand Duplantis ( Schweden)       | 6,10 m | Budapest 2023  |
| Europameister                        | Armand Duplantis ( Schweden)       | 6,10 m | Rom 2024       |
| Nord-/Zentralamerika-/Karibikmeister | Eduardo Nápoles ( Kuba)            | 5,25 m | Freeport 2022  |
| Südamerikameister                    | Germán Chiaraviglio ( Argentinien) | 5,55 m | São Paulo 2023 |
| Asienmeister                         | Ernest John Obiena ( Philippinen)  | 5,91 m | Bangkok 2023   |
| Afrikameister                        | Kyle Rademeyer ( Südafrika)        | 5,20 m | Douala 2024    |
| Ozeanienmeister                      | Dalton Di Medio ( Australien)      | 5,25 m | Suva 2024      |

## Bestehende Rekorde
| Weltrekord         | 6,24 m | Armand Duplantis ( Schweden)      | Xiamen, Volksrepublik China         | 20. April 2024  |
| Olympischer Rekord | 6,03 m | Thiago Braz da Silva ( Brasilien) | Finale OS Rio de Janeiro, Brasilien | 15. August 2016 |

Der Sieger Armand Duplantis verbesserte mit seiner Siegerhöhe von 6,25 m nicht nur den seit acht Jahren bestehenden olympischen Rekord des Brasilianers Thiago Braz da Silva, sondern überbot auch seinen eigenen Weltrekord um einen Zentimeter.

## Legende
Kurze Übersicht zur Bedeutung der Symbolik – so üblicherweise auch in sonstigen Veröffentlichungen verwendet:
| – | verzichtet   |
| o | übersprungen |
| x | ungültig     |

## Ergebnisse

### Qualifikation
3. August 2024, 10:14 Uhr
Die Athleten traten zu einer Qualifikationsrunde in zwei Gruppen an. Am Ende qualifizierten sich die besten zwölf Springer für das Finale. Zehn der Qualifizierten waren in Gruppe A und zwei in Gruppe B gestartet.
| Rang | Gruppe                | Athlet               | Nation             | 5,40 m | 5,60 m | 5,70 m | 5,75 m | Höhe | Anmerkung |
| ---- | --------------------- | -------------------- | ------------------ | ------ | ------ | ------ | ------ | ---- | --------- |
| 1    | A                     | Armand Duplantis     | Schweden           | –      | o      | –      | o      | 5,75 | q         |
| 1    | A                     | Sondre Guttormsen    | Norwegen           | o      | o      | o      | o      | 5,75 | q, =SB    |
| 1    | A                     | Emmanouil Karalis    | Griechenland       | –      | o      | o      | o      | 5,75 | q         |
| 1    | A                     | Ersu Şaşma           | Türkei             | o      | o      | o      | o      | 5,75 | q         |
| 1    | B                     | Oleg Zernikel        | Deutschland        | o      | o      | o      | o      | 5,75 | q         |
| 6    | A                     | Menno Vloon          | Niederlande        | xo     | o      | o      | o      | 5,75 | q         |
| 7    | A                     | Ernest John Obiena   | Philippinen        | –      | xx–    | o      | o      | 5,75 | q         |
| 8    | A                     | Sam Kendricks        | Vereinigte Staaten | o      | o      | xo     | xo     | 5,75 | q         |
| 9    | B                     | Huang Bokai          | China              | o      | xxo    | o      | xo     | 5,75 | q, =PB    |
| 10   | A                     | Bo Kanda Lita Baehre | Deutschland        | xo     | o      | xxo    | xxo    | 5,75 | q         |
| 11   | A                     | Valters Kreišs       | Lettland           | o      | o      | o      | xxx    | 5,70 | q         |
| 11   | A                     | Kurtis Marschall     | Australien         | o      | o      | o      |        | 5,70 | q         |
| 13   | B                     | Claudio Stecchi      | Italien            | o      | o      | xo     | xxx    | 5,70 | SB        |
| 14   | A                     | Thibaut Collet       | Frankreich         | o      | xo     | xxo    | xxx    | 5,70 |           |
| 15   | A                     | Anthony Ammirati     | Frankreich         | o      | o      | xxx    |        | 5,60 |           |
| 15   | B                     | Ben Broeders         | Belgien            | o      | o      | xxx    |        | 5,60 |           |
| 15   | A                     | Simen Guttormsen     | Norwegen           | o      | o      | xxx    |        | 5,60 |           |
| 15   | B                     | Piotr Lisek          | Polen              | o      | o      | xxx    |        | 5,60 |           |
| 15   | A                     | Robert Sobera        | Polen              | o      | o      | xxx    |        | 5,60 |           |
| 20   | B                     | David Holý           | Tschechien         | o      | xo     | xxx    |        | 5,60 |           |
| 20   | B                     | Yao Jie              | China              | o      | xo     | xxx    |        | 5,60 |           |
| 22   | A                     | Jacob Wooten         | Vereinigte Staaten | o      | xxo    | xxx    |        | 5,60 |           |
| 23   | B                     | Torben Blech         | Deutschland        | o      | xxx    |        |        | 5,40 |           |
| 23   | B                     | Robin Emig           | Frankreich         | o      | xxx    |        |        | 5,40 |           |
| 23   | B                     | Matěj Ščerba         | Tschechien         | o      | xxx    |        |        | 5,40 |           |
| 26   | B                     | Pedro Buaró          | Portugal           | xo     | xxx    |        |        | 5,40 |           |
| 26   | B                     | Christopher Nilsen   | Vereinigte Staaten | xo     | xxx    |        |        | 5,40 |           |
| 26   | B                     | Zhong Tao            | China              | xo     | xxx    |        |        | 5,40 |           |
| 29   | B                     | Urho Kujanpää        | Finnland           | xxo    | xxx    |        |        | 5,40 |           |
|      | B                     | Hussain Al Hizam     | Saudi-Arabien      | xxx    |        |        |        | NM   |           |
| B    | Pål Haugen Lillefosse | Norwegen             |                    |        |        |        |        | DNS  |           |

### Finale
6. August 2024, 19:07 Uhr
| Rang | Athlet               | Nation             | 5,50 m | 5,70 m | 5,80 m | 5,85 m | 5,90 m | 5,95 m | 6,00 m | 6,10 m | 6,25 m | Endresultat | Anmerkung |
| ---- | -------------------- | ------------------ | ------ | ------ | ------ | ------ | ------ | ------ | ------ | ------ | ------ | ----------- | --------- |
| 1    | Armand Duplantis     | Schweden           | –      | o      | –      | o      | –      | o      | o      | o      | xxo    | 6,25 m      | WR        |
| 2    | Sam Kendricks        | Vereinigte Staaten | o      | o      | o      | x–     | o      | o      | xxx    |        |        | 5,95 m      | =SB       |
| 3    | Emmanouil Karalis    | Griechenland       | o      | o      | o      | o      | o      | x–     | xx     |        |        | 5,90 m      |           |
| 4    | Ernest John Obiena   | Philippinen        | o      | o      | x–     | o      | o      | xxx    |        |        |        | 5,90 m      |           |
| 5    | Ersu Şaşma           | Türkei             | o      | o      | o      | o      | x–     | xxx    |        |        |        | 5,85 m      | SB        |
| 6    | Kurtis Marschall     | Australien         | o      | o      | x–     | o      | x–     | xx     |        |        |        | 5,85 m      |           |
| 7    | Huang Bokai          | China              | o      | xo     | o      | xxx    |        |        |        |        |        | 5,80 m      | PB        |
| 8    | Sondre Guttormsen    | Norwegen           | o      | xxo    | o      | x–     | x–     | x      |        |        |        | 5,80 m      | SB        |
| 9    | Bo Kanda Lita Baehre | Deutschland        | o      | o      | xx–    | x      |        |        |        |        |        | 5,70 m      |           |
| 9    | Oleg Zernikel        | Deutschland        | o      | o      | xx–    | x      |        |        |        |        |        | 5,70 m      |           |
| 11   | Menno Vloon          | Niederlande        | o      | xxo    | xxx    |        |        |        |        |        |        | 5,70 m      |           |
| 12   | Valters Kreišs       | Lettland           | xo     | xxx    |        |        |        |        |        |        |        | 5,50 m      |           |

Als Topfavorit auf den Sieg galt der Schwede Armand Duplantis, der in den Jahren zuvor fast alle wichtigen internationalen Wettkämpfe für sich entschieden hatte und zudem als amtierender Weltmeister, Olympiasieger und Weltrekordhalter an den Start ging.
Nachdem die zwölf Finalteilnehmer zunächst alle die Einstiegshöhe 5,50 m übersprungen hatten, schied mit dem Letten Kreišs der erste Athlet bereits bei 5,70 m aus. Die beiden Deutschen Zernikel und Lita Baehre schafften zwar 5,70 m, kamen aber dann nicht mehr höher.
Bis zu Sprüngen bei der Höhe 5,90 m schafften es mit Emmanouil Karalis, Ersu Şaşma und Duplantis gleich drei Athleten ohne einen einzigen Fehlversuch, zudem waren mit je einem Fehlversuch auch der Asienmeister Obiena, der US-Amerikaner Sam Kendricks und Kurtis Marschall aus Australien noch im Rennen. Während Şaşma und Marschall nicht mehr höher kamen, versuchten sich die verbleibenden vier Athleten auch an 5,95 m.
Sam Kendricks und Armand Duplantis übersprangen diese Höhe im ersten Versuch, während der Filipino Ernest John Obiena dreimal scheiterte. Hierdurch standen die Medaillengewinner fest, da Obiena im Gegensatz zu Emmanouil Karalis bereits einen Fehlversuch zu verzeichnen hatte.
Karalis ließ aus und versuchte sich in seinen beiden verbleibenden Versuchen an 6,00 m, was ihm jedoch nicht gelang. Somit waren nur mehr Duplantis und Kendricks im Rennen um Gold, doch auch der US-Amerikaner scheiterte an der Höhe 6,00 m, wohingegen Duplantis bereits im ersten Versuch diese Höhe übersprungen hatte.
Mit der bereits sicheren Goldmedaille versuchte sich Duplantis zunächst auch noch an 6,10 m, was er sogleich schaffte. Im nächsten Schritt ließ der Olympiasieger 6,25 m auflegen, einen Zentimeter über seinem eigenen bisherigen Weltrekord. Hier passierten dem Schweden die ersten beiden Fehlversuche des Tages, doch im dritten Anlauf gelang der Sprung und Duplantis hatte vor 60.000 Fans zum neunten Mal in seiner Karriere den Stabhochsprung-Weltrekord verbessert.